# Torre di Brenta
Torre di Brenta (3015 m n. m.) je mohutná skalní věž ve Východních Alpách v severní Itálii v provincii Trentino. Je součástí horské skupiny Brenta a patří mezi její nejvyšší vrcholy. Na severu ohraničuje skupinu bizarních skalních úvarů, nazývaných Catena degli Sfulmini, kterou výrazně převyšuje. Severní bok tvoří vysoká stěna protnutá vysokými skalními komíny, zatímco jihozápadní a jihovýchodní stěny jsou kompaktnější a kolmější, jihovýchodní stěna je často i převislá.

## Historie

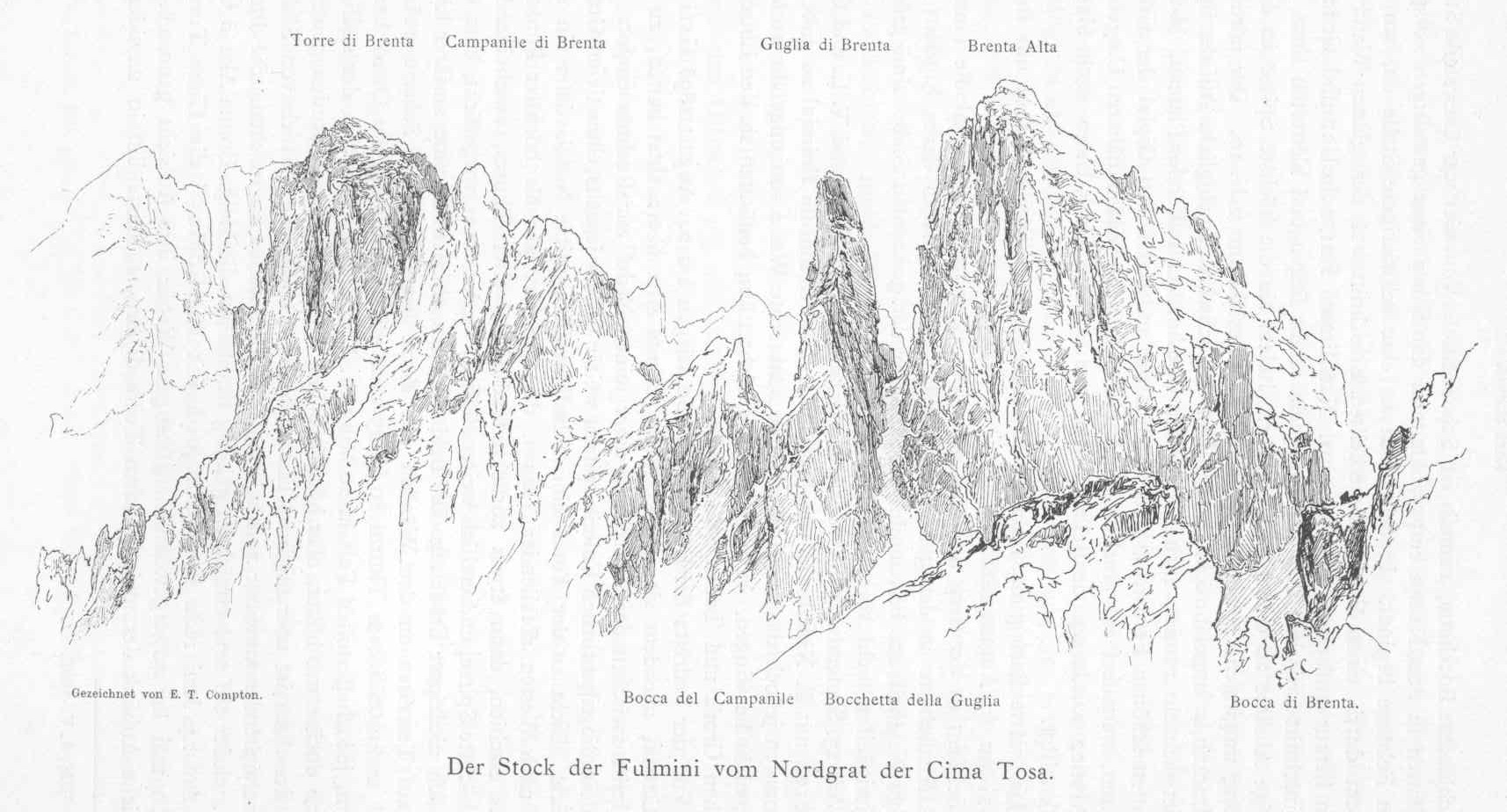
Na kresbě E.T.Comptona (1894)

Torre di Brenta patří mezi zřetelné vrcholy celé centrální skupiny Brenta v pohledech ze západních i východních směrů. Jako taková se dostala do pozornosti prvních návštěvníků hor. Úspěšný výstup provedli poprvé 24. června 1880 horolezec a malíř Edward Theodore Compton a Matteo Nicolussi. Výstup provedli severní stěnou. Trasa vedla po šikmých komínech, které se zařezávají do pravé strany severní stěny a nabízí nejsnadnější lezení. Tato cesta se stala základní a sestupovou cestou. Povědomí o vrcholu a jeho impozantní vzhled, vynikající kvalita skály a množství variant lezení, činí z Torre di Brenta jeden z nejatraktivnějších vrcholů skupiny Brenta. Hora se snadno dostává do pozornosti účastníků četných horských tras a zajištěných cest.